# Parnassia trinervis
Parnassia trinervis är en benvedsväxtart som beskrevs av Carl Georg Oscar Drude. Parnassia trinervis ingår i släktet Parnassia och familjen Celastraceae. Inga underarter finns listade.